# OD (jogo eletrônico)
OD é um futuro jogo de terror desenvolvido pela Kojima Productions e publicado pela Xbox Game Studios. O jogo é estrelado por Sophia Lillis, Hunter Schafer e Udo Kier. Hideo Kojima e Jordan Peele atuaram como escritores do jogo.

## Sinopse
Embora a história do jogo ainda não tenha sido revelada e de acordo com Kojima, o jogo irá "explorar o conceito de testar seu limite de medo e o que significa ter overdose de medo." Kojima afirmou que está “trabalhando com o Xbox Game Studios e sua tecnologia de jogos em nuvem para enfrentar o desafio de criar um estilo de jogo único, envolvente e totalmente novo – ou melhor, uma nova forma de mídia”.

## Desenvolvimento
A parceria entre Kojima Productions e Xbox Game Studios para criar um jogo para Xbox aproveitando o poder da nuvem foi revelada pela primeira vez no Xbox & Bethesda Games Showcase 2022. Kojima revelou o teaser trailer de OD no The Game Awards 2023.